# 合併特例区
合併特例区（がっぺいとくれいく）とは日本の合併市町村の区域内に設けることができる特別地方公共団体である。

## 概要
新・合併特例法（平成16年法律第59号。2005年4月1日から施行）第3章（第26条 - 第57条）により規定されている。
旧法は、そもそも1999年7月16日から2006年3月31日までに市町村の合併を行った市町村にのみ適用されたため、旧法による合併特例区は現存しない。新法は、2005年4月1日から2030年3月31日までに合併等を行った市町村に適用されるが、新法による合併特例区は、2022年5月の時点で存在しない。
「合併市町村において市町村の合併後の一定期間、合併関係市町村の区域であった地域の住民の意見を反映しつつその地域を単位として一定の事務を処理することにより、当該事務の効果的な処理又は当該地域の住民の生活の利便性の向上等が図られ、もって合併市町村の一体性の円滑な確立に資すると認めるときは、合併関係市町村の協議により、期間を定めて（上限は5年間、同法第32条2項）、合併市町村の区域の全部又は一部の区域に、一又は二以上の合併関係市町村の区域であった区域をその区域として、合併特例区を設けることができる」（同法第26条）とされている。
市町村合併時に定められた合併特例区規約により、運営内容が定められる。
都に置かれる特別区と同様、独立した特別地方公共団体であるが区長は選挙によって選出されるのではなく市町村長が選任した特別職の職員である。また、区議会も設置されないが一定の決定権を持つ合併特例区協議会が設置される。
合併特例区の目的として具体的には合併前の市町村単位で運営されていた集会所などの管理、地域振興イベントの運営、コミュニティバスの運行、地域に根ざした財産の管理（里山、ブナ林等）を処理する事が挙げられる。合併特例区の規約で認められた範囲内で、通常は市町村長の権限で行う事務の一部を区長が行う。

## かつて設置されていた合併特例区の一覧
- 岡山県岡山市 - 灘崎町・御津町（2005年3月22日-2010年3月21日）
- 北海道せたな町 - 瀬棚区・北檜山区・大成区（2005年9月1日 - 2010年3月31日）
- 宮崎県宮崎市 - 田野町・佐土原町・高岡町（2006年1月1日 - 2010年12月31日）
- 福島県喜多方市 - 熱塩加納町・塩川町・山都町・高郷町（2006年1月4日 - 2011年1月3日）
- 北海道名寄市 - 風連町（2006年3月27日 - 2011年3月26日）
- 北海道士別市 - 朝日町（2006年3月31日 - 2011年3月30日）
- 岡山県岡山市 - 建部町・瀬戸町（2007年1月22日-2012年1月21日）
- 熊本県熊本市 - 富合町（2008年10月6日 - 2013年10月5日）
- 熊本県熊本市 - 植木町・城南町（2010年3月23日 - 2015年3月22日）
- 宮崎県宮崎市 - 清武町（2010年3月23日 - 2015年3月22日）